# Wolfram Pyta
Wolfram Pyta (* 27. Oktober 1960 in Dortmund) ist ein deutscher Historiker. Er ist Professor für Neuere Geschichte und der Leiter der Abteilung für Neuere Geschichte am Historischen Institut der Universität Stuttgart. Seit 2001 ist er zugleich Direktor der Forschungsstelle Ludwigsburg, die sich der Erforschung der NS-Verbrechensgeschichte widmet.

## Leben
Wolfram Pyta wuchs in Gierath als Sohn eines Maschinenschlossers auf. Nach dem Abitur in Neuss studierte er Geschichte und Philosophie an den Universitäten Bonn und Köln. Nach dem Abschluss war Pyta 1988 bis 1994 Assistent an der Universität Köln. Sein Lehrer in dieser Zeit war der Historiker und Spezialist für die Weimarer Republik, Eberhard Kolb. In Köln wurde er mit einer Arbeit über die deutsche Sozialdemokratie in der Weimarer Republik promoviert. Er habilitierte sich 1994 mit einer Arbeit über Dorfgemeinschaft und Parteipolitik 1918–1933. In der Folge nahm er Lehraufträge in Tübingen und Bonn wahr. Im Kollegjahr 1995/1996 war er Förderstipendiat des Historischen Kollegs in München. Die seit 1995 erhaltene Förderung als Heisenberg-Stipendiat der Deutschen Forschungsgemeinschaft endete mit seiner Berufung im April 1999 auf den Lehrstuhl für Neuere Geschichte am Historischen Institut der Universität Stuttgart, den zuvor Eberhard Jäckel innegehabt hatte.
Seit 2001 ist Pyta zusätzlich Direktor der Forschungsstelle Ludwigsburg, die in Kooperation mit dem Bundesarchiv, Außenstelle Ludwigsburg die Unterlagen der Zentralen Stelle der Landesjustizverwaltungen zur Aufklärung nationalsozialistischer Verbrechen zur Verfügung halten und für die historische Forschung erschließen soll. Pyta gehört dem Wissenschaftlichen Beirat des Vereins Weimarer Republik zum Haus der Weimarer Republik an.

## Wissenschaftliches Wirken
Schwerpunkte in Forschung und Lehre sind die Strukturgeschichte des europäischen Mächtekonzertes zwischen 1814 und 1914, die Geschichte der Weimarer Republik und die Holocaust-Forschung (eng verbunden mit der Tätigkeit der Forschungsstelle Ludwigsburg). Im Themenfeld der Weimarer Republik und ihrem Übergang in den Nationalsozialismus steht dabei die Person Paul von Hindenburg im besonderen Fokus. Pyta erhielt für seine Biografie über Paul von Hindenburg den Landesforschungspreis des Landes Baden-Württemberg für Grundlagenforschung 2008. Das Werk wurde in Fachkreisen wie vom renommierten Historiker Andreas Wirsching nicht nur für seine quellenmäßige Dichte, sondern auch für seine methodisch innovativen Ansätze außerordentlich gelobt. Ausgehend von der durch die Arbeit Pytas korrigierten Sichtweise auf das Handeln Hindenburgs im Nationalsozialismus wurden öffentliche Plätze und Straßen – beispielsweise in Münster und Kiel – umbenannt.
Methodisch liegt das Bemühen Pytas vor allem darin, politik- und kulturgeschichtliche Ansätze in der Geschichtswissenschaft zu verbinden und die Formen einer Transformation „kulturell-symbolischen Kapitals in politisches Entscheidungshandeln“ zu entschlüsseln. Diese Methodik schlägt sich neben den Arbeiten über Hindenburg auch in seiner Monografie über Hitler als Feldherrn und Künstler aber auch in seinen Forschungen zum Fußball und Sport als Kulturphänomen nieder. Pytas Monographien über Hitler und Porsche wurden in der Presse ebenfalls für die neuen Einblicke und die methodische Kreativität gelobt.
Im Oktober 2017 kündigte das Unternehmen Porsche an, mit drei Millionen Euro eine Stiftungsprofessur für drei Jahre in der Abteilung für Neuere Geschichte am Historischen Institut der Universität Stuttgart zu finanzieren. Diese stieß vereinzelt auf Kritik, da Koinzidenzen zwischen der Professur und dem positiveren Votum Pytas über Porsche vermutet wurden. Im Jahr 2022 wurde der Vorwurf schönfärberischer Geschichtsschreibung erneuert; Grund sind Hinweise auf den Verzicht auf Sichtung verfügbarer Quellen im Hinblick auf das Verhältnis der Familie Porsche zu ihrem Geschäftspartner Adolf Rosenberger.
In dem 2019 medial öffentlich gewordenen Streit um die von Nachfahren des letzten deutschen Kaisers geforderten Vermögensrückgaben des deutschen Staates an die Familie Hohenzollern erstellte Wolfram Pyta zusammen mit Rainer Orth eines von vier Historiker-Gutachten (neben Christopher Clark, Stephan Malinowski und Peter Brandt). Mit denen sollte die Frage beantwortet werden, ob der ehemalige Kronprinz Wilhelm durch sein Handeln dem Nationalsozialismus „erheblichen Vorschub“ geleistet hat. Pyta kommt in seinem Gutachten zu dem Ergebnis, Kronprinz Wilhelm habe dem NS-System keinen Vorschub geleistet, sondern Hitlers Kanzlerschaft überaus aktiv zu verhindern gesucht und von Anfang an Widerstands-Netzwerken nahegestanden. Im Rahmen der nachfolgenden wissenschaftlichen Diskussion der Gutachten äußerten mehrere Experten sich in verschiedenen Medien kritisch zu Pytas Thesen. Die sich aus den unterschiedlichen Ergebnissen der Gutachten ergebende Forschungskontroverse galt laut dem Spiegel Ende 2019 als der bedeutendste geschichtspolitische Konflikt des Landes in der Gegenwart.

## Schriften (Auswahl)
Monographien
- Gegen Hitler und für die Republik. Die Auseinandersetzung der deutschen Sozialdemokratie mit der NSDAP in der Weimarer Republik (= Beiträge zur Geschichte des Parlamentarismus und der politischen Parteien. Band 87). Droste, Düsseldorf 1989, ISBN 3-7700-5153-X (Teilweise zugleich: Köln, Universität, Dissertation, 1987, unter dem Titel: Die Auseinandersetzung der deutschen Sozialdemokratie mit der nationalsozialistischen Bewegung in der Weimarer Republik).
- Landwirtschaftliche Interessenpolitik im deutschen Kaiserreich. Der Einfluß agrarischer Interessen auf die Neuordnung der Finanz- und Wirtschaftspolitik am Ende der 1870er Jahre am Beispiel von Rheinland und Westfalen (= Vierteljahrschrift für Sozial- und Wirtschaftsgeschichte. Beiheft 97). Steiner, Stuttgart 1991, ISBN 3-515-05883-4.
- Dorfgemeinschaft und Parteipolitik 1918–1933. Die Verschränkung von Milieu und Parteien in den protestantischen Landgebieten Deutschlands in der Weimarer Republik (= Beiträge zur Geschichte des Parlamentarismus und der politischen Parteien. Band 106). Droste, Düsseldorf 1996, ISBN 3-7700-5191-2 (zugleich: Köln, Universität, Habilitations-Schrift, 1994).
- Die Weimarer Republik (= Beiträge zur Politik und Zeitgeschichte). Leske + Budrich, Opladen 2004, ISBN 3-8100-4173-4.
- Hindenburg. Herrschaft zwischen Hohenzollern und Hitler. Siedler, München 2007, ISBN 978-3-88680-865-6.
- Geschichte des Fußballs in Deutschland und Europa seit 1954. Kohlhammer, Stuttgart 2013, ISBN 978-3-17-022641-8.
- Hitler. Der Künstler als Politiker und Feldherr. Eine Herrschaftsanalyse. Siedler, München 2015, ISBN 978-3-8275-0058-8.
- mit Nils Havemann und Jutta Braun: Porsche. Vom Konstruktionsbüro zur Weltmarke. Siedler, München 2017, ISBN 978-3-8275-0100-4.
- mit Nils Havemann: Alfred Dregger – Zeitpolitiker der Wiedervereinigung und Anwalt des Parlamentarismus, Berlin/Köln 2023[12].

Herausgeberschaften
- mit Ludwig Richter: Gestaltungskraft des Politischen. Festschrift für Eberhard Kolb (= Historische Forschungen), Duncker & Humblot, Berlin 1998, ISBN 3-428-08761-5.
- Der lange Weg zur Bundesliga. Zum Siegeszug des Fußballs in Deutschland. Lit, Münster 2004, ISBN 3-8258-7261-0.
- mit Larry Eugene Jones: „Ich bin der letzte Preuße“. Der politische Lebensweg des konservativen Politikers Kuno Graf von Westarp (1864–1945) (= Stuttgarter historische Forschungen. Band 3). Böhlau, Köln u. a. 2006, ISBN 3-412-26805-4.
- Das europäische Mächtekonzert. Friedens- und Sicherheitspolitik vom Wiener Kongreß 1815 bis zum Krimkrieg 1853 (= Stuttgarter Historische Forschungen), Böhlau, Köln 2009, ISBN 3-412-20225-8.
- Karl May. Brückenbauer zwischen den Kulturen (= Schriftenreihe des Internationalen Zentrums für Kultur- und Technikforschung (IZKT) der Universität Stuttgart), Berlin 2010, ISBN 3-643-10943-1.
- Geschichte des Fußballs in Deutschland und Europa seit 1954, Kohlhammer, Stuttgart 2013, ISBN 3-17-022641-X.
- mit Nils Havemann: European Football and Collective Memory (= Series Football Research in an Enlarged Europe.). Palgrave Macmillan, Basingstoke 2015, ISBN 978-1-137-45014-2.
- mit Volker Depkat: Autobiographie zwischen Text und Quellen. Geschichts- und Literaturwissenschaft im Gespräch (= Geschichts- und Literaturwissenschaft im Gespräch. Band 1), Duncker & Humblot, Berlin 2017, ISBN 3-428-14225-X.
- mit Wolfgang Matthias Schwiedrzek: Felix Hartlaub: Don Juan d’Austria und die Schlacht bei Lepanto, Edition Mnemosyne, Neckargemünd/Wien 2017, ISBN 978-3-934012-30-1 (Neuausgabe einer Dissertation aus 1940).
- mit Anselm Schubert: Die heilige Allianz. Entstehung – Wirkung – Rezeption. Kohlhammer, Stuttgart 2018, ISBN 978-3-17-035284-1.
- Krieg und Revolution. Historische Konstellationen seit der Französischen Revolution. Kohlhammer, Stuttgart 2022.

Aufsätze
- Nicht alternativlos. Wie ein Reichskanzler Hitler hätte verhindert werden können. In: Historische Zeitschrift, 2021, 312, S. 400–444.